# Jean Marc Ndjofang

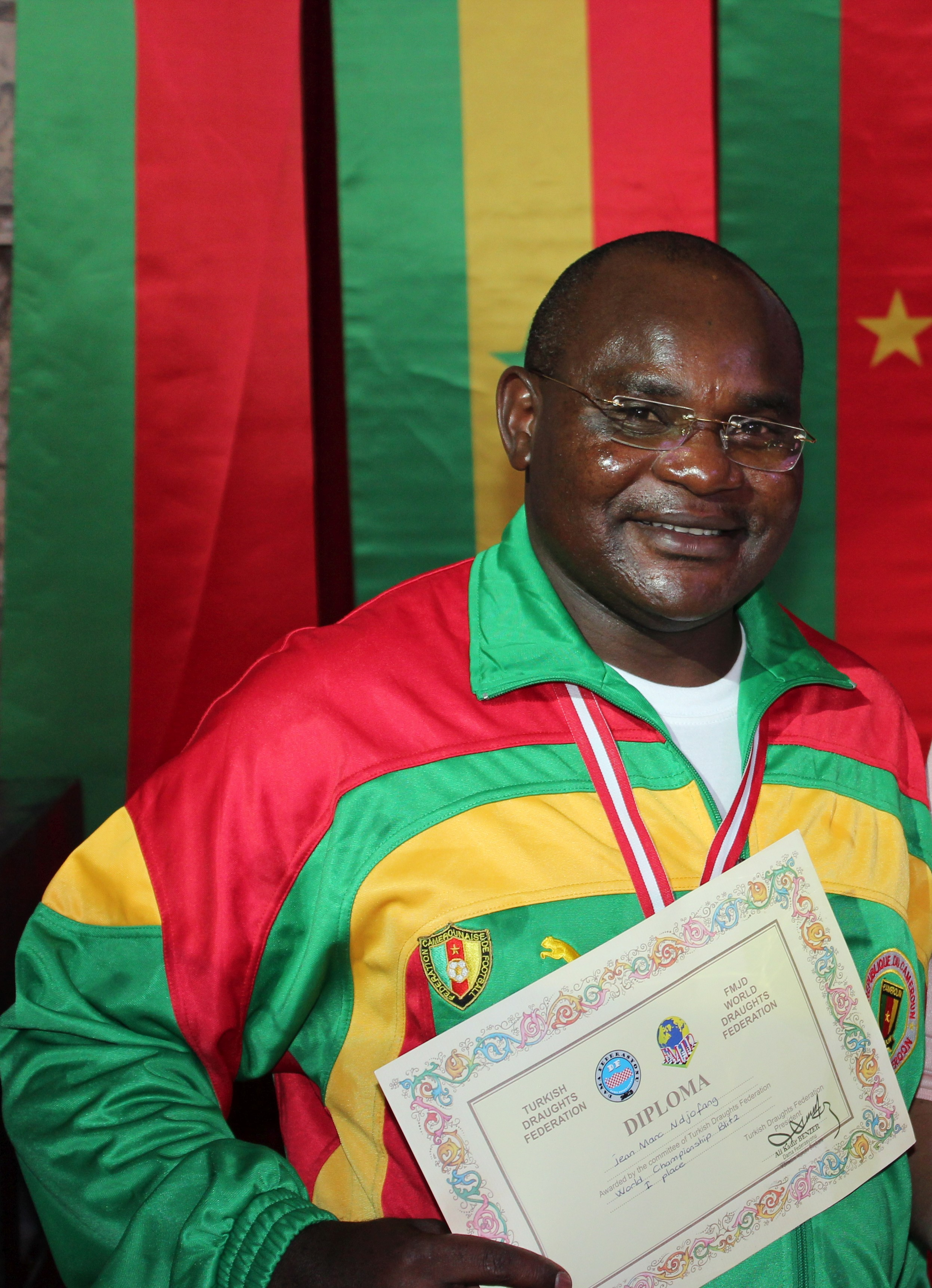

Jean Marc Ndjofang (Ebolowa (Kameroen), 15 maart 1976) is een Kameroens dammer die sinds 2002 regelmatig in Nederland verblijft. Hij is de oudste van een gezin van 11 kinderen, groeide op in Yaoundé en studeerde daar drie jaar rechten, politiek en wetenschap. Hij won in 2000 het Afrikaans kampioenschap dammen, bracht op 20 december 2008 in Emmeloord het wereldrecord kloksimultaan dammen op 33 partijen, won in 2009 het Nederlands kampioenschap rapiddammen en deed op 18 december 2010 een mislukte poging om het wereldrecord kloksimultaan dammen te verbeteren. 
Hij nam regelmatig deel aan de cyclus om het wereldkampioenschap dammen. Hij speelde in de uit 8 spelers bestaande en door Alexander Georgiev gewonnen finale van het WK kandidatentoernooi 2002 in Jakoetsk, op het WK 2003 in Zwartsluis (met een gedeelde 13e plaats) en in de voorronde van het WK 2005 in Amsterdam waarbij hij zich met een vierde plaats net niet voor de finale wist te plaatsen. Hij eindigde op de negende plaats van het WK 2007 in Hardenberg. Tijdens het WK 2013 behaalde hij de tweede plaats achter Alexander Georgiev met 14 punten uit 11 wedstrijden, opvallend was dat Ndjofang 5 keer wist te winnen. Tijdens de Roethof Open werd hij in een internationaal spelersveld derde.